# Kompromis 1850 roku
Kompromis 1850 roku (ang. Compromise of 1850) – porozumienie wypracowane pomiędzy amerykańskimi stanami północnymi a południowymi.
W związku z przyłączeniem do Stanów Zjednoczonych terenów zdobytych w wojnie z Meksykiem rozgorzał spór o ich status. Kalifornia we wniosku o przyjęcie do Unii chciała, aby na jej terenie zakazano niewolnictwa. Przedstawiciele Południa w Kongresie sprzeciwili się uznaniu nowego stanu, uzasadniając to „naruszeniem równowagi” między stanami wolnymi a niewolniczymi (było ich po piętnaście z każdej strony). Wydawało się, że dojdzie do secesji. Prezydent Stanów Zjednoczonych James Polk proponował wydłużenie aż do Pacyfiku ustalonej w 1820 roku granicy niewolnictwa, oznaczało to odrzucenie żądań mieszkańców (inny plan mówił o podziale Kalifornii na północną i południową, w tej drugiej eksploatowano by złoto rękoma niewolników).
Senator z Kentucky Henry Clay (Partia Wigów), 27 stycznia 1850 roku przedstawił pakiet legislacyjny, zawierający następujące punkty:
1. uznanie Kalifornii za stan wolny;
2. niewolnictwo nie będzie zakazane na Terytorium Utah i Terytorium Nowego Meksyku utworzonych z pozostałej części uzyskanej od Meksyku;
3. zrzeczenie się pretensji Teksasu do znacznych obszarów Nowego Meksyku;
4. przejęcie przez Stany Zjednoczone długu państwowego Meksyku w zamian za odstąpione obszary;
5. zakaz międzystanowego handlu ludźmi w Waszyngtonie przy pozostawieniu instytucji niewolnictwa;
6. zaostrzenie przepisów o zbiegłych niewolnikach.

Projekt ten był kompilacją i usystematyzowaniem przez Claya różnych projektów kompromisowych zgłoszonych przedtem w Kongresie.
Senator John C. Calhoun (Karolina Południowa) oprotestował projekt, żądając zmian w Konstytucji chroniących interesy właścicieli niewolników, jednak wkrótce zmarł, co osłabiło opór Południa. Senator z Massachusetts Daniel Webster w mowie z 7 marca poparł kompromis, piętnując ekstremistów obu stron wzbudził rozgoryczenie polityków Wolnej Ziemi oraz ich zagorzałych przeciwników z Południa. Senator William H. Seward (Nowy Jork) wystąpił z wnioskiem, że moralność, „prawo wyższe niźli Konstytucja” (a higher law than the Constitution), zakazuje niewolnictwa, a tym samym wprowadzania go na nowych terytoriach. Odwrócił w ten sposób dotychczasowy argument Demokratów twierdzących, że „prawo” takie zabrania zakazywania wprowadzania tej instytucji.
Nowy prezydent Zachary Taylor, plantator i właściciel niewolników, sprzeciwiał się żądaniom ekspansji niewolnictwa. Po jego śmierci stanowisko prezydenta objął bardziej skłonny do ustępstw Millard Fillmore.
Senator Stephen A. Douglas, demokrata z Illinois, wyodrębnił z programu Claya projekty osobnych ustaw i doprowadził do ich przegłosowania we wrześniu 1850 roku. Kompromis nie zadowalał żadnej ze stron. O statusie obu terytoriów zdecydować miała wola osadników.
Spór przycichł, lecz wkrótce zainicjowana przez Douglasa ustawa o Kansas i Nebrasce rozpaliła go na nowo.